# Hypulus simulator
Hypulus simulator is een keversoort uit de familie zwamspartelkevers (Melandryidae). De wetenschappelijke naam van de soort werd in 1838 gepubliceerd door Edward Newman.